# Tonino Benelli

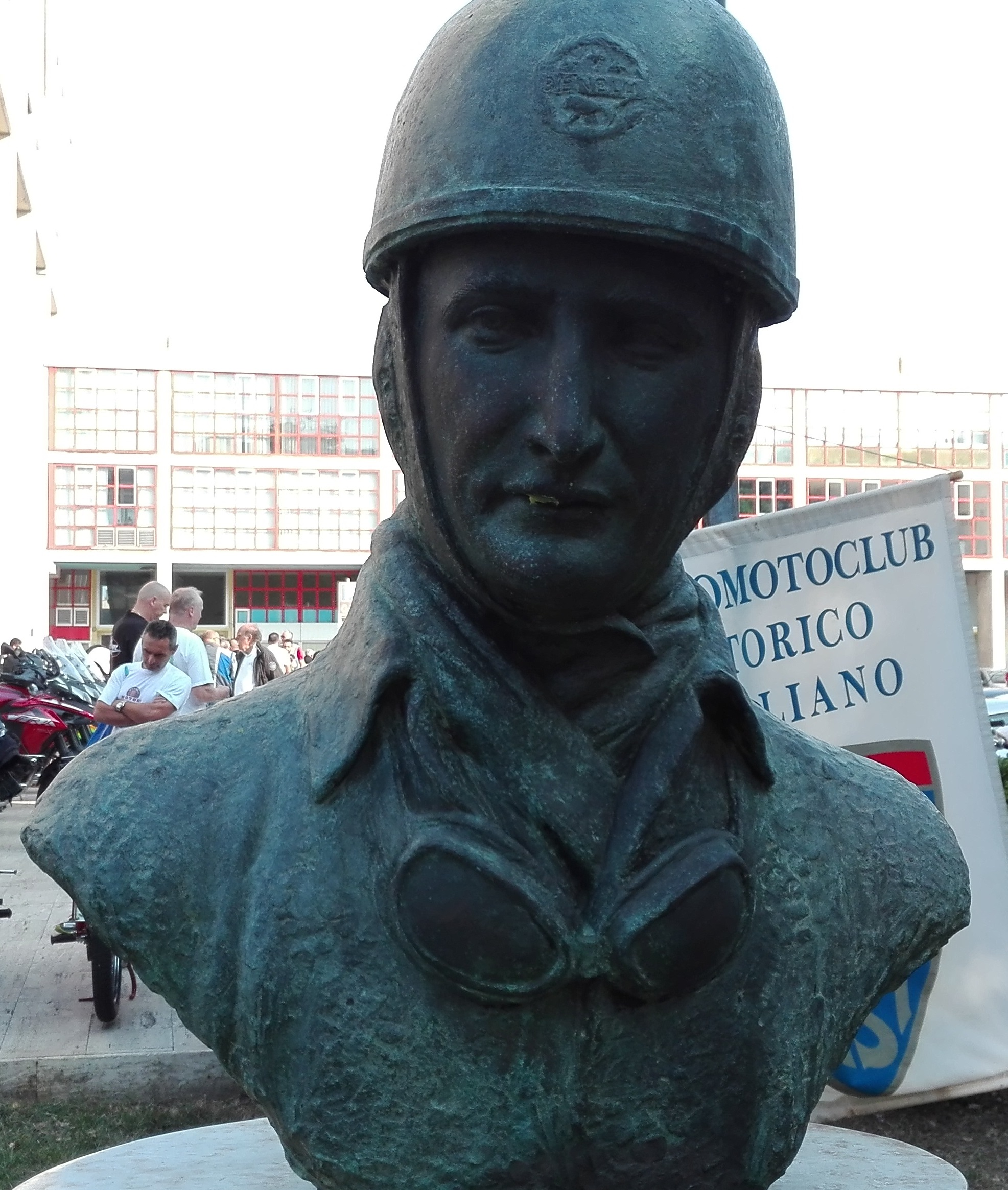
Büste in Pesaro

Antonio „Tonino“ Benelli (* 8. April 1902 in Pesaro; † 27. September 1937 in Riccione) war ein italienischer Motorradrennfahrer und Unternehmer.

## Werdegang
Tonino Benelli wuchs als jüngstes von sechs Kindern in Pesaro auf. Er hatte fünf Brüder, Giuseppe (1889–1957), Giovanni (1890–1981), Francesco (1892-–1961), Filippo (1895–1965) und Domenico (1897–1975). Sein Vater starb im Jahr 1907. Seine Mutter Teresa Boni Benelli eröffnete zusammen mit ihren Söhnen 1911 in Pesaro die Firma Officina Meccanica Benelli, die anfangs Ersatzteile für Motorräder produzierte. Die Brüder arbeiteten als Mechaniker im Betrieb und Antonio Benelli kam dadurch bereits in sehr jungen Jahren mit Motorrädern in Berührung. 1920 fertigte das Unternehmen Benelli den ersten Motor. Im Jahr darauf folgte mit der 98-cm³-Motoleggera das erste eigene Motorrad. Einer der Brüder, Giovanni, war lange Jahre für das Design und die Konstruktion der Maschinen zuständig und führte das Unternehmen bis zu seinem Tod im Jahr 1981.
Tonino Benelli bewies 1923 im Monza bei seinem Renndebüt auf einer 147-cm³-Benelli auf Anhieb sein Talent als Rennfahrer und machte sich durch waghalsige Überholmanöver und auch zahlreiche Stürze einen Namen als l’uomo nato per correre – den geborenen Rennfahrer. Im Jahr 1924 fuhr er seinen ersten Sieg und gleichzeitig auch den ersten Sieg des Familienunternehmens beim Motorradlauf des Bergrennens Parma–Poggio di Berceto in der heimischen Emilia-Romagna ein. Sein härtester Konkurrent dabei war Bruder Giovanni, der Zweiter wurde.

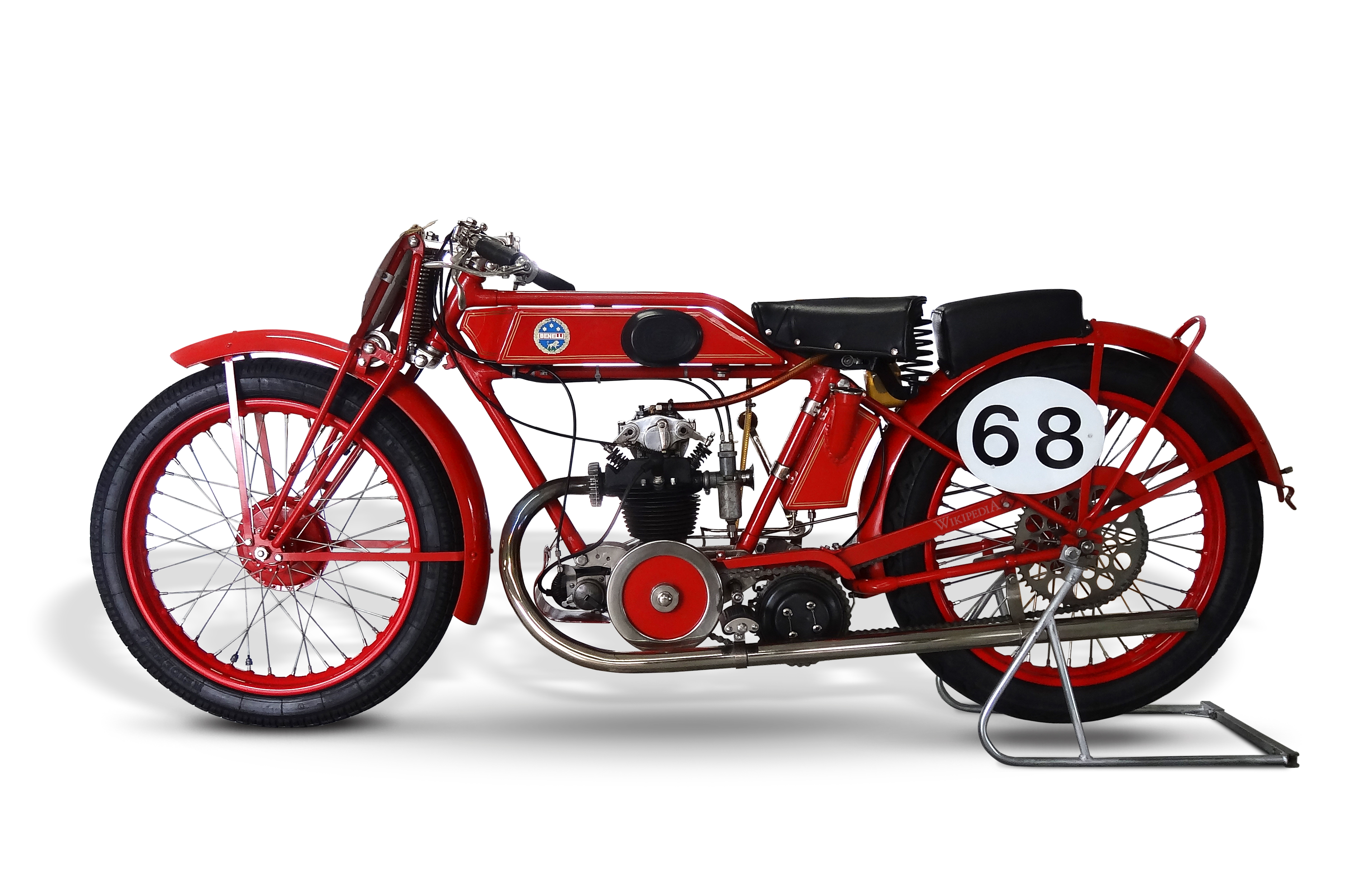
Benelli Monza 4S Monoalbero 175 cm³ (Bj. 1927) Mit dieser Maschine errang Tonino Benelli seine ersten drei Titel

1927 startete Benelli auf einem neu entwickelten 175-cm³-Modell, das er in weiterentwickelter Form über Jahre hinweg erfolgreich einsetzte und mit dem er die Marke Benelli europaweit bekannt machte. Er feierte 1927 unter anderem Klassensiege beim Circuito-del-Lario-Rennen am Comer See sowie beim Nationen-Grand-Prix in Monza und wurde mit sieben Siegen in acht Wertungsläufen Italienischer 175-cm³-Straßenmeister. Außerdem verbesserte er mehrere Weltrekorde in der 175er-Kategorie.
Bis 1931 gewann Benelli drei weitere Titel in der 175er-Klasse der Italienischen Straßenmeisterschaft und lieferte sich auf den Strecken Duelle mit den besten italienischen Rennfahrern seiner Zeit: Tazio Nuvolari, Achille Varzi, den Ghersi-Brüdern Mario und Pietro, Amilcare Moretti oder Amedeo Ruggeri.
Beim am 17. April 1932 im Rahmen des XI. Großen Preises der Nationen auf der 3,862 km langen Pista del Littorio in Rom ausgetragenen Lauf um die Motorrad-Europameisterschaft 1932 belegte er hinter Carlo Baschieri, der ebenso wie Tonino Benelli für das Benelli-Werksteam startete, den zweiten Platz im 175-cm³-Rennen. Im Oktober gewann er den 175er-Lauf um den XVI. Großer Preis von Frankreich auf dem Autodrome de Linas-Montlhéry. Im weiteren Verlauf des Jahres 1932 verunglückte Benelli beim Rennen Circuito del Tigullio schwer und schwebte zeitweise in Lebensgefahr. Nach einer langen Rekonvaleszenz hatte er sich zwar von den Unfallfolgen erholt, entschied sich aber, den Rennsport aufzugeben und sich dem familiären Betrieb zu widmen.
Tonino Benelli verunglückte am 27. September 1937 bei einem Verkehrsunfall nahe Riccione im Alter von 32 Jahren tödlich. Er war auf der Straße zwischen Cattolica und Riccione mit einer Rennmaschine unterwegs – was zu damaliger Zeit keineswegs unüblich war – und prallte frontal in ein entgegenkommendes Fahrzeug. Weniger als sieben Wochen vor seinem Tod, am 11. August 1937, war bereits Otello Giovanardi, der die Entwicklungsabteilung von Benelli geleitet hatte, nach einem Verkehrsunfall auf einer Testfahrt mit einer 500-cm³-Maschine nahe der Fabrik in Pesaro verstorben.
Zu Benellis Ehren wurde das 1927 eröffnete Sportstadion von Pesaro in Stadio Tonino Benelli umbenannt und in der Via Mameli vor der langjährigen Firmenzentrale des Unternehmens Benelli eine Büste errichtet.
Im Jahr 2021 über ihn ein Dokumentarfilm mit dem Titel Benelli su Benelli (Benelli auf Benelli) veröffentlicht.

## Statistik

### Erfolge
- 1927 – Italienischer 175-cm³-Meister mit Benelli
- 1928 – Italienischer 175-cm³-Meister mit Benelli
- 1930 – Italienischer 175-cm³-Meister mit Benelli
- 1931 – Italienischer 175-cm³-Meister mit Benelli

### Rennsiege
| Jahr | Klasse  | Maschine | Rennen                           | Strecke                          |
| ---- | ------- | -------- | -------------------------------- | -------------------------------- |
| 1927 | 175 cm³ | Benelli  | VII. Circuito del Lario          | Asso–Guello–Onno                 |
| 1927 | 175 cm³ | Benelli  | Coppa del Mare                   | Circuito di Montenero            |
| 1927 | 175 cm³ | Benelli  | 6. Großer Preis der Nationen     | Monza                            |
| 1928 | 175 cm³ | Benelli  | VIII. Circuito del Lario         | Asso–Guello–Onno                 |
| 1930 | 175 cm³ | Benelli  | XI. Targa Florio motociclistica  | Circuito di Parco della Favorita |
| 1930 | 175 cm³ | Benelli  | VIII. Circuito del Lario         | Asso–Guello–Onno                 |
| 1930 | 175 cm³ | Benelli  | Coppa del Mare                   | Circuito di Montenero            |
| 1930 | 175 cm³ | Benelli  | 9. Großer Preis der Nationen     | Monza                            |
| 1931 | 175 cm³ | Benelli  | X. Großer Preis der Nationen     | Monza                            |
| 1931 | 175 cm³ | Benelli  | Coppa del Mare                   | Circuito di Montenero            |
| 1932 | 175 cm³ | Benelli  | XVI. Großer Preis von Frankreich | Montlhéry                        |

## Verweise